# Marco Riesen
Marco Riesen (ur. 22 października 1987 roku) – szwajcarski zapaśnik startujący w stylu wolnym. Zajął jedenaste miejsce na mistrzostwach świata w 2015. Siódmy na mistrzostwach Europy w 2010. Osiemnasty na igrzyskach europejskich w 2015. Dwunasty na igrzyskach wojskowych w 2015. Wojskowy wicemistrz świata z 2014 roku.